# الهرم الأحمر
 الهرم الأحمر  ، المعروف أيضًا باسم  الهرم الشمالي  ، هو أكبر هرم يقع في دهشور في الجيزة في مصر. سُمي هذا الهرم بسبب اللون الأحمر الصدئ لأحجاره الحمراء من الحجر الجيري، وهو أيضًا ثالث أكبر هرم مصري، بعد هرم خوفو وخفرع في الجيزة. ويُعتقد أيضًا أنه أول محاولة مصرية ناجحة لبناء هرم «حقيقي» أملس الجوانب. يشير السكان المحليون إلى الهرم الأحمر باسم «الهرم الوطواط».
لم يكن الهرم الأحمر دائمًا أحمر. كان مغلف بالحجر الجيري الأبيض من طرة، ولكن لم يبق الآن سوى عدد قليل من هذه الأحجار عند قاعدة الهرم، عند الزاوية. خلال العصور الوسطى، تم أخذ الكثير من الحجر الجيري الأبيض في طرة للمباني في القاهرة، وكشف عن الحجر الجيري الأحمر تحته.

## إسناد الهرم
يعود سبب الإسناد إلى سنفرو في الأصل إلى حقيقة أن المقبرة المجاورة لم تتضمن سوى قبور مسؤولي هذا الملك  بالإضافة إلى ذلك، يشير قرار الملك بيبي الأول، الموجود في معبد الوادي، إلى مدينة هرم سنفرو. يمكن تأكيد هذا الإسناد، لأنه في منطقة المعبد المصاحب، تم العثور على كتلة من الحجر الجيري مع بقايا من الهيروغليفية في هذا المكان، باسم حورس الملك: نب معت (أحد الألقاب الملكية للملك سنفرو) ('nb-m3ˁ.t').

## الاستكشاف
قدم ديلا فاليه الوصف الأول للغرفتين الأوليين للهرم عندما زار الهرم في شتاء 1615/1616. إدوارد ميلتون زار الهرم الأحمر عام 1660، كما فعل المبشر الفرنسيسكاني البوهيمي فاتسلاف ريميديوس بروتكي في القرن الثامن عشر. أجرى روبرت وود وجيمس دوكينز وجيوفاني باتيستا بورا مسحًا أوليًا في عام 1750، لكن لم يتمكن من الوصول إلى غرفة الدفن منذ ذلك الحين لم يكن لديهم سلم مناسب.

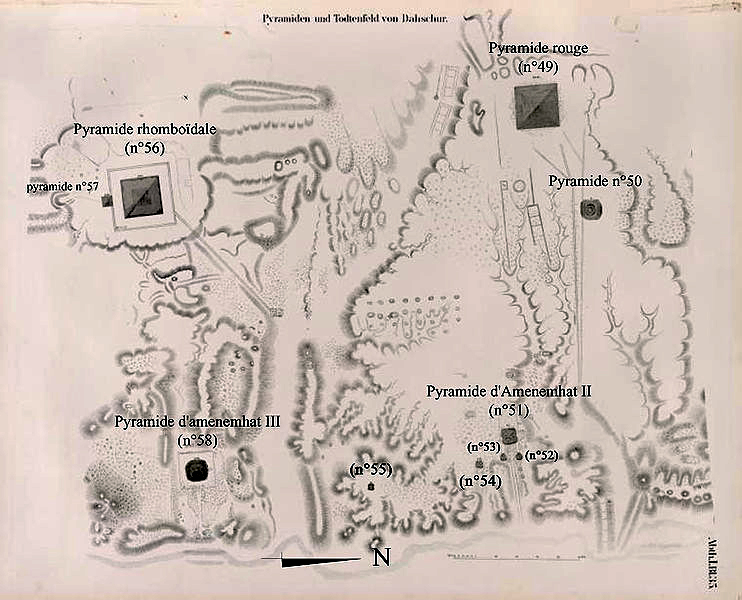
خريطة حقل هرم دهشور على خريطة لبسيوس (الشمال على اليمين!)

في بداية الاستكشاف الأثري للهرم الأحمر كانت تحقيقات جون شي بيرينج في عام 1839 والبروسية بعثة ليبسيوس في عام 1843. قام كارل ريتشارد ليبسيوس بفهرسة الهرم في قائمة ليبسيوس للأهرامات. تبع ذلك دراسات قام بها فلندرز بيتري وجورج ريزنر. من عام 1944، أتبع بحث أكثر تفصيلاً عبد السلام حسين ومن عام 1951 أحمد فخري. ومع ذلك، لم يتم نشر هذا العمل. لم يتم إجراء تحقيق شامل ومنهجي حتى عام 1982 بواسطة راينر ستادلمان.
كان مجمع الهرم في منطقة عسكرية مقيدة حتى منتصف التسعينيات وهو حاليًا موقع للعديد من الحفريات. تم العثور على مستوطنة عمالية للبناة ومقبرة في المنطقة.

## التاريخ
الهرم الأحمر هو ثالث هرم بناه الملك سنفرو، ويقع على بعد كيلومتر واحد تقريبًا شمال هرم سنفرو المائل. تم بناؤه بنفس الزاوية الضحلة 43 درجة مثل الجزء العلوي من الهرم المنحني، مما يمنحه مظهرًا واضحًا للجلوس مقارنة بالأهرامات المصرية الأخرى ذات الحجم المماثل. يعتقد أن البناء قد بدأ خلال العام الثلاثين من عهد سنفرو (حوالي 2590 قبل الميلاد). يختلف علماء المصريات حول طول الوقت الذي استغرقه البناء. استنادًا إلى علامات المحاجر التي تم العثور عليها في مراحل مختلفة من البناء، يقدر راينر ستادلمان وقت الانتهاء بحوالي 17 عامًا  بينما يقترح رولف كراوس، بناءً على هذه الكتابة على الجدران، فترة من بناء 10-11 سنة،  تقدير أيده لاحقًا جون رومر (عالم مصريات).
يتكهن علماء الآثار بأن تصميمه قد يكون نتيجة الأزمات الهندسية التي حدثت أثناء بناء هرمي سنفرو السابقين. الأول، هرم ميدوم في ميدوم، انهار في العصور القديمة، بينما الثاني، هرم سنفرو المائل، تغيرت زاوية ميله بشكل كبير من 54 إلى 43 درجات من خلال البناء.
يعتقد بعض علماء الآثار الآن أن هرم ميدوم كان المحاولة الأولى لبناء هرم أملس، وأنه ربما يكون قد انهار عندما كان بناء الهرم المنحني قد بدأ بالفعل - وأن الهرم قد يكون قد بدأ بالفعل في الظهور بحلول ذلك الوقت علامات مزعجة لعدم الاستقرار في حد ذاته، كما يتضح من وجود عوارض خشبية كبيرة تدعم غرفها الداخلية. كانت نتيجة هذا التغيير في ميل الهرم المنحني، وبدء الهرم الأحمر في وقت لاحق عند ميل معروف أنه أقل عرضة لعدم الاستقرار وبالتالي أقل عرضة للانهيار الكارثي.

## العصر الحديث
يبلغ ارتفاع الهرم الأحمر 105 متر (344 قدم). تم الكشف عن هرم نادر، أو حجر التتويج، للهرم الأحمر وإعادة بنائه، وهو الآن معروض في دهشور. ومع ذلك، من غير الواضح ما إذا كان قد تم استخدامه بالفعل على الإطلاق، حيث تختلف زاوية ميله عن زاوية الهرم الذي كان من المفترض أن يستخدمه.
تم إغلاق الهرم الأحمر، جنبًا إلى جنب مع هرم سنفرو المائل، أمام السياح لسنوات عديدة بسبب وجود معسكر قريب للجيش. عادة ما يكون مفتوحًا للسياح وقد تم تركيب تهوية متطفلة إلى حد ما بحيث يتم توجيه الهواء أسفل عمود المدخل إلى الغرف الداخلية. يتسلق الزوار السلالم المقطوعة أو المبنية فوق حجارة الهرم إلى مدخل مرتفع على الجانب الشمالي. ممر، ارتفاعه 3 أقدام (0.91 م) وعرضه 4 أقدام (1.2 م)، ينحدر لأسفل عند 27 درجة لـ 200 قدم (61 م) إلى قصير ممر أفقي يؤدي إلى غرفة يبلغ ارتفاع سقفها المقوس 40 قدمًا (12 م)) وترتفع في إحدى عشرة درجة. في الطرف الجنوبي للغرفة، ولكن في اتجاه الغرب، يؤدي ممر أفقي قصير آخر إلى الغرفة الثانية. ربما تم إغلاق هذا الممر في وقت واحد وكان الإزاحة إجراءً يهدف إلى إرباك اللصوص المحتملين.
الغرفة الثانية تشبه الغرفة الأولى وتقع مباشرة تحت قمة الهرم. يوجد مدخل في أعلى الجدار الجنوبي للغرفة، يتم الوصول إليه الآن من خلال درج خشبي كبير تم بناؤه لراحة السياح. يعطي هذا ممرًا أفقيًا قصيرًا يؤدي إلى الغرفة الثالثة والأخيرة بسقف مقوس يبلغ ارتفاعه 50 قدمًا (15 متر). تحتوي الغرفتان الأوليان على محور طويل محاذاة بين الشمال والجنوب، لكن المحور الطويل لهذه الغرفة محاذي بين الشرق والغرب. على عكس الغرفتين الأوليين، اللتين تحتويان على أرضيات ناعمة ناعمة على نفس مستوى الممرات، فإن أرضية الغرفة الثالثة خشنة للغاية وغرقت تحت مستوى ممر الوصول. يُعتقد أن هذا هو عمل لصوص يبحثون عن كنز فيما يُعتقد أنه غرفة دفن الهرم.

## الهرم
يرتكز الهرم على أساس مصنوع من عدة طبقات عالية الجودة من الحجر الجيري من طرة. من ناحية أخرى، يتكون قلب الهرم من كتل الحجر الجيري المحمر التي تم استخراجها من المحاجر في المنطقة المجاورة مباشرة للهرم. يأتي الاسم الحالي للهرم الأحمر من تلوين هذه المادة. تم العثور على نقوش مع التواريخ على عدة كتل من المواد المبنية.

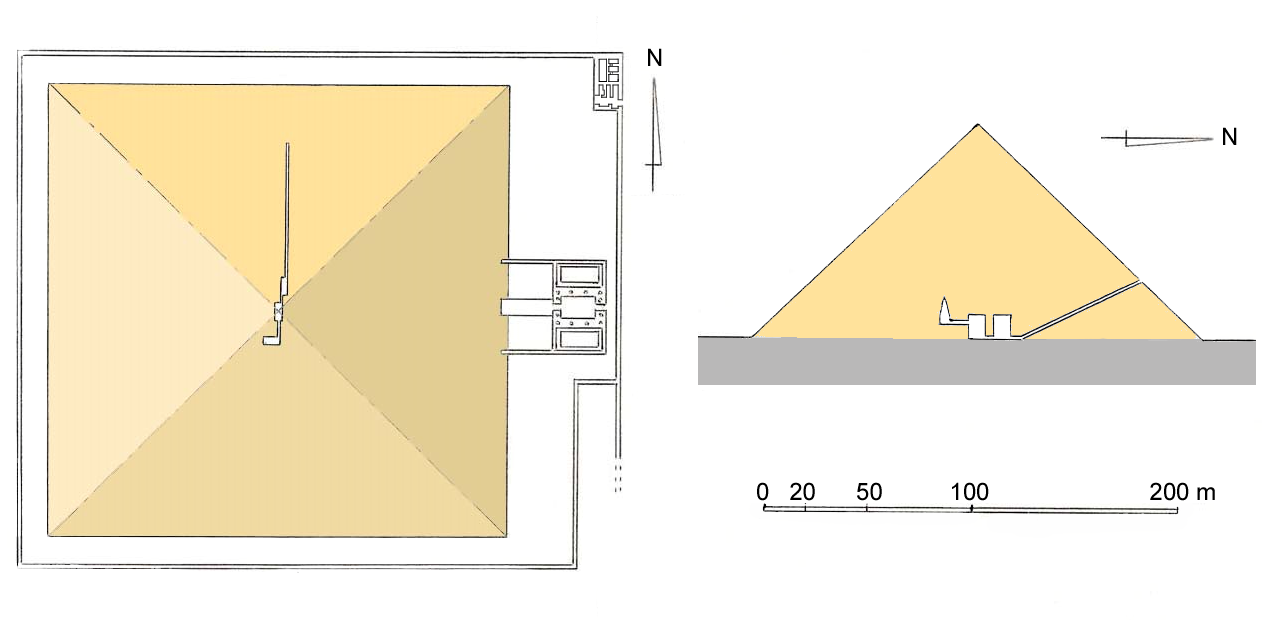
هيكل الهرم الأحمر

تم تأريخ الكتلة التأسيسية إلى «عام العد الخامس عشر للماشية»، وهو أحدث نقش في «عام العدد الرابع والعشرين للماشية». بناءً على المعلومات التي تم العثور عليها، يمكن للمرء أن يستنتج - شريطة أن يتم تعداد الماشية كل عامين - أن حوالي خمس الهرم قد تم بناؤه في غضون عامين. ومع ذلك، فإن دورة السنتين لتعداد الماشية ليست بلا منازع.
تم بناء الهرم باستخدام التقنيات المحسنة المستخدمة بالفعل في الجزء العلوي من هرم سنفرو المائل. أصبحت الطبقات الحجرية الآن أفقية من البداية، بحيث لم يزداد الضغط داخل الهرم، مما أدى إلى حدوث تشققات وخطر الانهيار للغرف داخل هرم سنفرو المائل. أما بالنسبة للأسطح الجانبية العلوية، فقد تم الآن ضبط زاوية الميل على أقل من 44 درجة. جون شاي بيرنج يعطيها 43 ° 36 '11 "، بناءً على الحجارة المتبقية من الكسوة، مع بعد أساسي يعادل 219.3 متر وارتفاع 104.4 متر m. تتوافق هذه الزاوية المحددة بواسطة بيرنج مع زاوية مصرية قديمة مقدارها 7.35 ثانية، أي الظل من 7 / 7.35 (= 20/21). باستخدام زاوية الميل هذه، يمكن تحقيق ارتفاع مماثل لارتفاع الهرم المنحني بحوالي 105 م (200 ذراع) عن طريق زيادة طول القاعدة بشكل كبير إلى حوالي 220 مترًا (420 ذراع). تحتوي الأسطح الجانبية لنواة الهرم على تجعد مقعر قليلاً يمتد لأعلى من مركز القاعدة. هذا من شأنه أن يحسن من استقرار الكسوة المرفقة بها. على عكس المباني السابقة، تم الانتهاء من الهرم دون أي تغييرات على المخطط.
 الهرم 
في عام 1982، اكتشف ر.ستاديلمان شظايا هرم في أنقاض دهشور أمام الجانب الشرقي من الهرم، والتي تعتبر الأقدم من بين كل تلك التي تم العثور عليها حتى الآن ومثل اثنين آخرين فقط من هرم الأسرة المصرية الرابعة من المملكة القديمة. يتم الآن وضع الهرم المعاد تجميعه وترميمه في منطقة المعبد الجنائزي أمام الهرم الأحمر، ويتكون، مثل كسوة الهرم، من الحجر الجيري الجيد لطرة. تم صنعه من كتلة متجانسة ويبلغ قياسه ذراع (حوالي 1.57 متر) في قاعدته، زاوية ميل الجانبين حوالي 54، وهي ليست متماثلة تمامًا °. هذا الهرم أكثر انحدارًا من بقايا الهرم الأحمر المتبقية أو الجزء العلوي من الهرم المجاور الأقدم هرم سنفرو المائل (حوالي 43 درجة) وهو شديد الانحدار مثل الجزء السفلي منه. لا توجد نقوش ولا إشارات إلى إرفاق الصفائح المعدنية، والتي وفقًا لتقرير هيرودوت يقال أنها كانت على أطراف الأهرامات.

## البنية التحتية

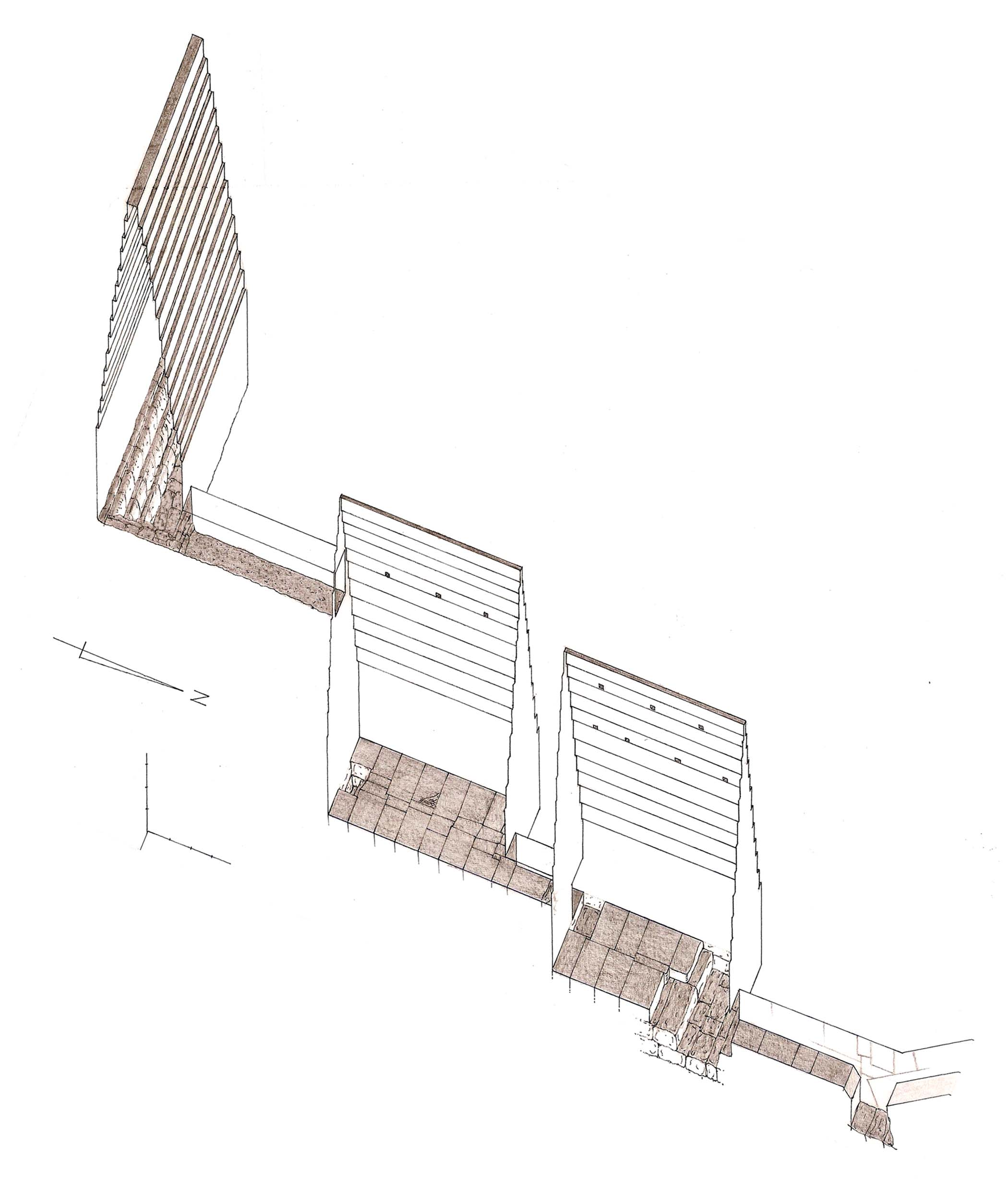
ترتيب الغرف

تقع جميع ممرات وغرف الهرم الأحمر فوق قاعدة الهرم في قلب الطوب. إنه الهرم الأول والوحيد الذي لا يحتوي على ممرات تحت الأرض. قد يكمن السبب في التعريف المتزايد للملك بإله الشمس رع، ومع ذلك، لأسباب عملية بحتة، يمكن تصور تسريع العمل على الهرم بالاستغناء عن المكونات الموجودة تحت الأرض. على الرغم من أن الغرف هي فوق سطح الأرض، يتم بناؤها على الحفر الضحلة في عمق حوالي 10 أمتار 

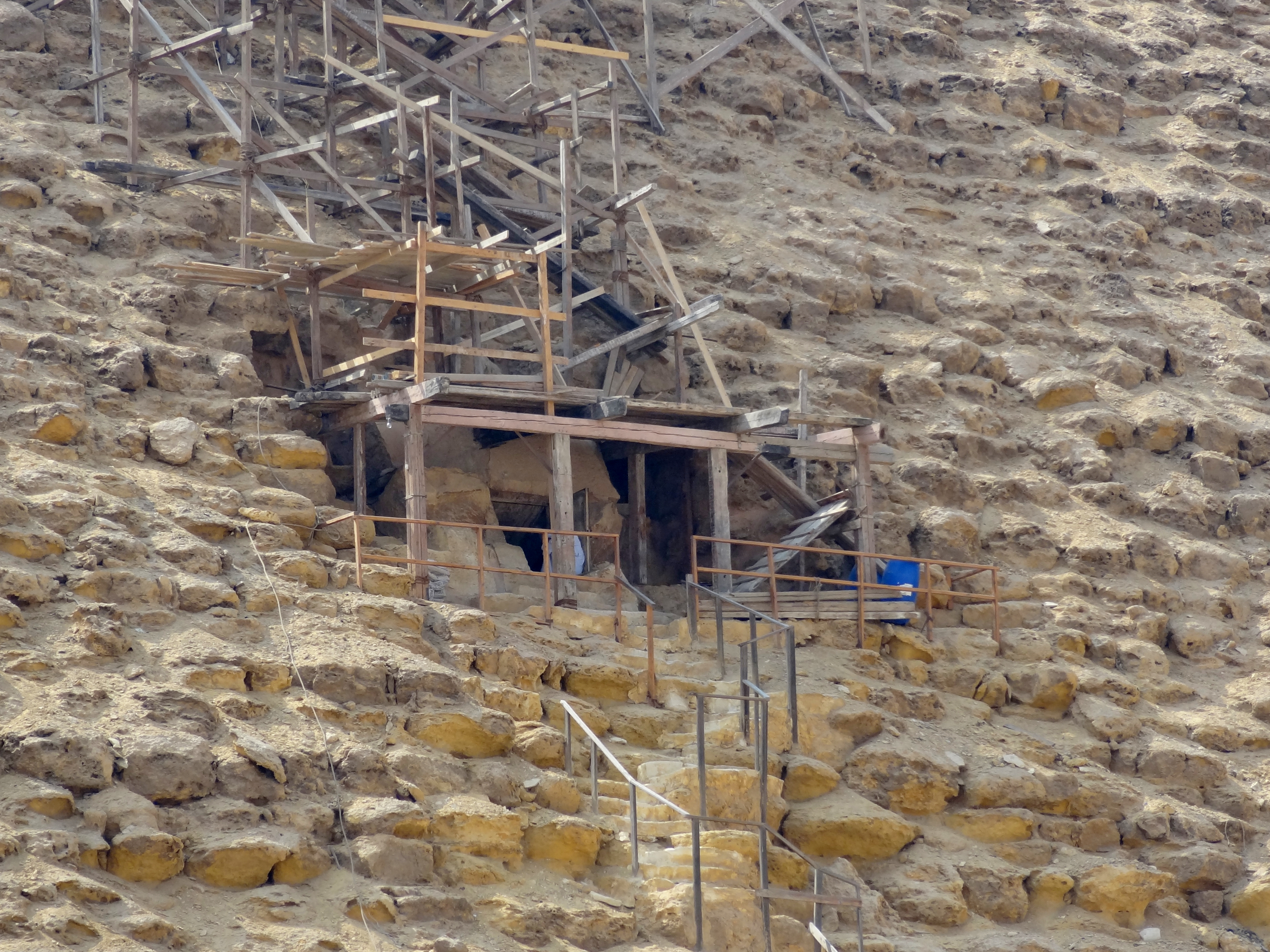
مدخل الهرم

يقع مدخل الهرم على الجدار الشمالي على ارتفاع 28 متر ويتم نقله 4 أمتار من المحور المركزي إلى الشرق. يؤدي الممر الهابط إلى أسفل 62.63 متر بزاوية 27 درجة إلى قاعدة الهرم. يبلغ ارتفاع هذا الممر 0.91 متر وعرضه 1.23 مترًا. عند سفح الممر الهابط يوجد عمود قصير كان من المفترض أن يمنع مياه الأمطار من دخول الغرف أثناء البناء. من هناك، يؤدي ممر أفقي قصير إلى غرفة الانتظار الأولى. حواجز السقوط الحجرية غير متوفرة.
غرفتا الانتظار لها أبعاد متطابقة. بطول 8.36 متر وعرض 3.65 متر، يرتفع المستوى الأحد عشر قبو ناتئ إلى ارتفاع 12.31 متر. من حيث التصميم والتأثير البصري، فهو رائد للمعرض الكبير لـ هرم خوفو. من الركن الجنوبي الغربي للغرفة الأمامية الأولى يؤدي ممر بطول 3 أمتار إلى الركن الشمالي الشرقي من غرفة الانتظار الثانية، والتي تقع بالضبط في منتصف الهرم. على ارتفاع 7.6 متر على الجانب الجنوبي من الغرفة، يوجد مدخل لممر آخر بطول 7 أمتار يؤدي إلى حجرة الدفن الفعلية. الدرج الخشبي في غرفة الانتظار الثانية عبارة عن بناء حديث لتمكين الزوار من دخول حجرة الدفن.
تبلغ أبعاد حجرة الدفن الفعلية 8.55 متر × 4.18 متر بارتفاع 14.67 متر مع ارتفاع 14.67 متر. على عكس غرفتي الانتظار، فهي موجهة في اتجاه الشرق والغرب، والذي كان ابتكارًا في بناء الهرم. لم يتم العثور على بقايا تابوت. الحجرة نفسها تعرضت لأضرار بالغة من قبل لصوص القبور الذين مزقوا عدة طبقات من حجارة الأرضية. الأسقف والجدران سوداء السناج، والتي قد تكون بسبب المشاعل واحتمال حرق التابوت الخشبي من قبل لصوص القبور. عندما أعيد فتحها من قبل بيرنج، كانت الغرفة مغطاة جزئيًا بالحجر الجيري، والذي ربما جاء من ترميم عصر الرعامسة. عندما تم تنظيف الغرفة من قبل عبد السلام حسين في عام 1950، تمت إزالة كل من حجارة البناء والأحجار السائبة من الأرضية وفقدت بدون توثيق. لم يعد بإمكان فحوصات المتابعة التي أجراها ستادلمان تقديم أي معلومات حول بقايا محتويات الغرفة الأصلية

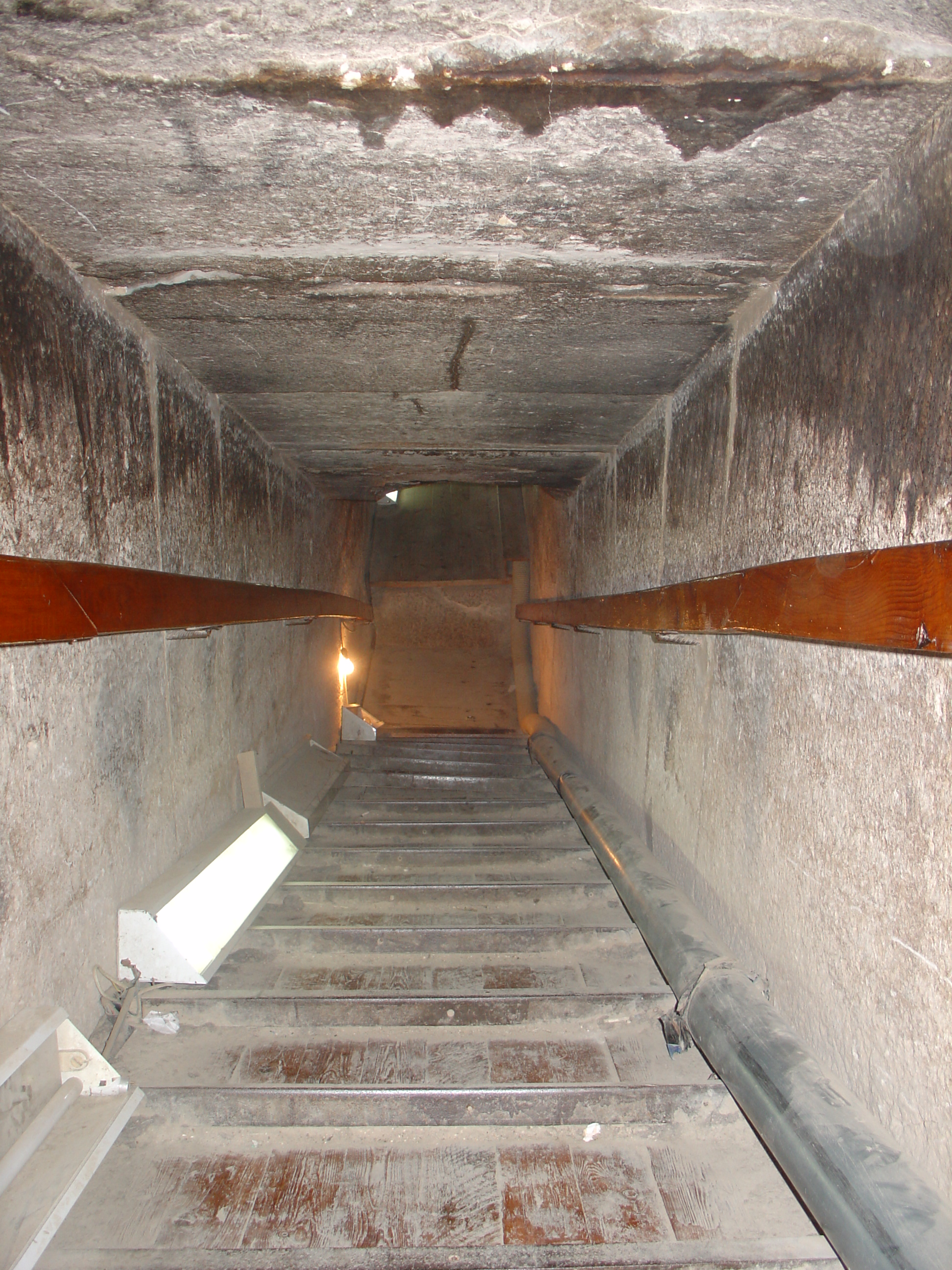
ترس تنازلي
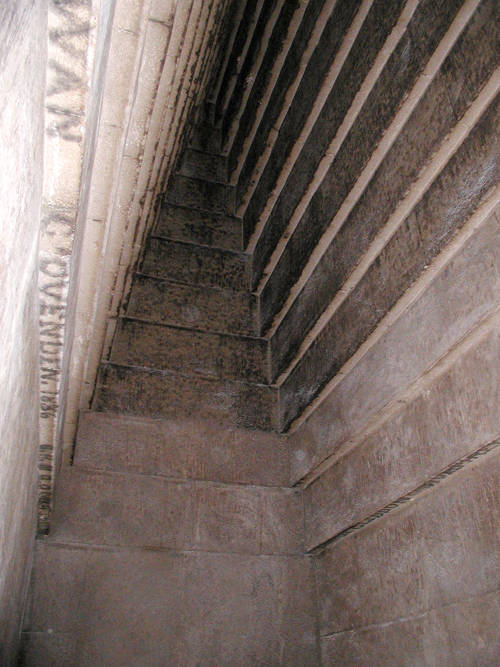
بناء السقف الكابولي لغرفة انتظار أول
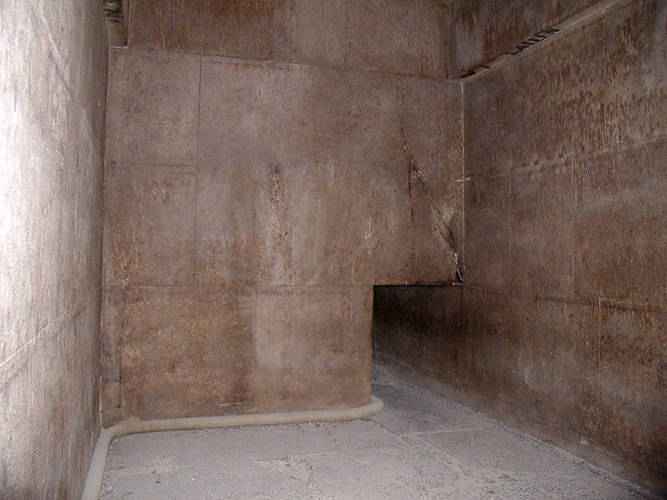
المرور من الغرفة الثانية إلى غرفة الانتظار الأولى
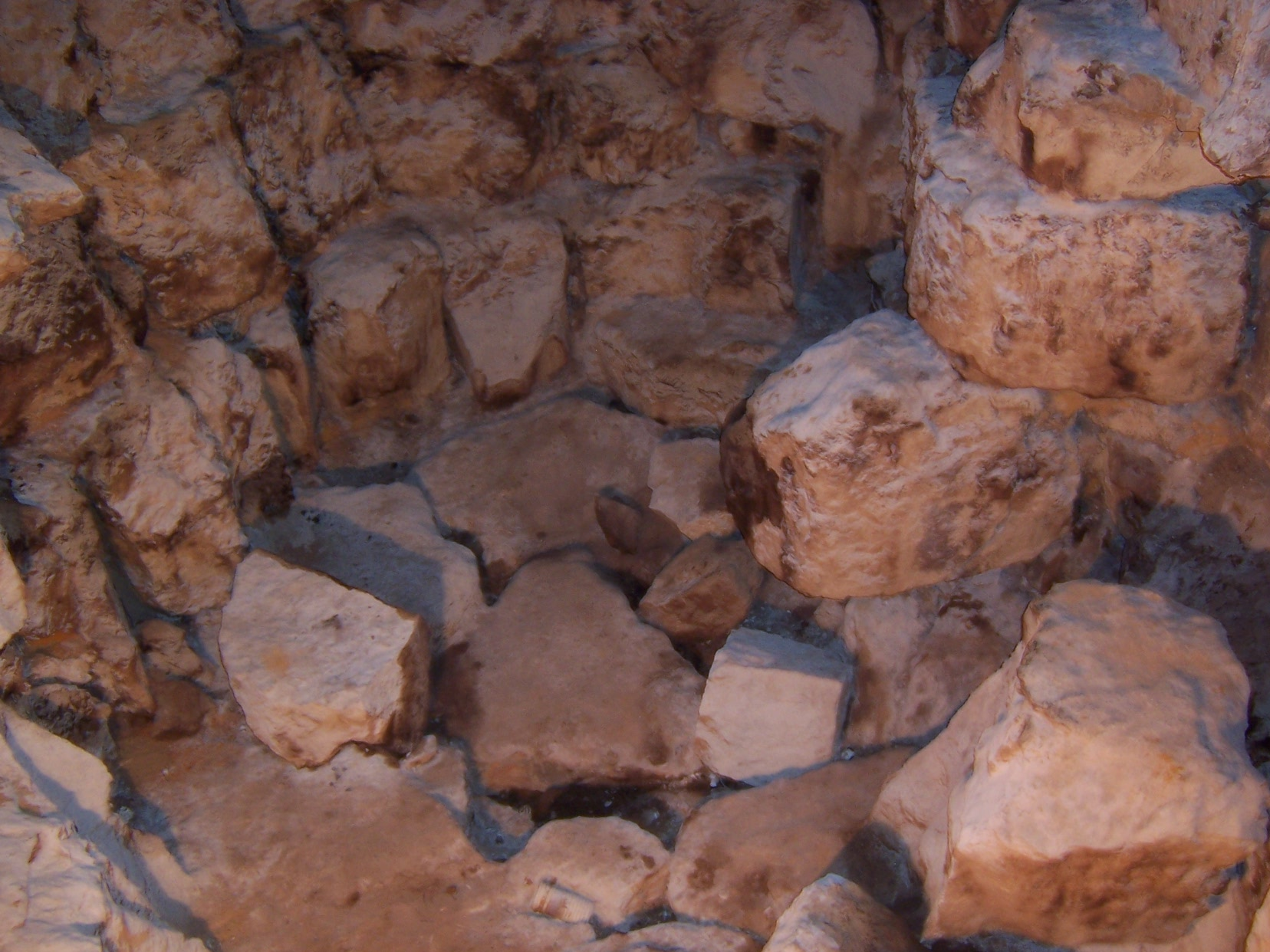
أرضية غرفة الدفن تالفة

## مجمع الهرم
على عكس الأهرامات الأخرى في الأسرة الرابعة، فإن الهرم الأحمر ليس له هرم عبادة. ربما تم استبعاد هذا العنصر، لأن هرم سنفرو المائل القريب قد تولى وظيفته كمقبر جنوبي رمزي.
لم يتم العثور على بقايا طريق المعبد حتى الآن، على الرغم من أنه تم التخطيط بالتأكيد بين الوادي والمعبد الجنائزي. ومع ذلك، قد لا يكون هذا قد اكتمل أو حتى بدأ.
تم العثور على مبنى أكبر من الطوب جنوب شرق المجمع، والذي كان يضم على ما يبدو ورش عمل. كما تم العثور على بقايا فرن هناك

### الجدار المحيط
خلال أعمال التنقيب التي قام بها ستادلمان، تم العثور على بقايا مبنى طوب طيني في الركن الشمالي الشرقي من الهرم، والذي كان مجاورًا مباشرة لجدار مصنوع أيضًا من الطوب الطيني. لم يتم تحديد الغرض الدقيق للمبنى بعد، ولكن الارتباط مع عبادة الحاكم واضح.
مزيد من الحفريات الاستكشافية يمكن أن تثبت الجدار المحيط حول الهرم. كان جزء من الجدار مغطى بالحجر الجيري. تختلف المسافة بين الجدار والهرم من الجوانب الأربعة: 15 إلى 16 متر على الجانبين الشمالي والجنوبي، 19 متر على الجانب الغربي و 26 متر في الجانب الشرقي. على عكس جدار الهرم المنحني، فهو ليس مربعًا، ولكنه من الشرق إلى الغرب قليلاً.
يفسر Stadelmann حقيقة أن الجدار بني من الطوب اللبن بدلاً من الحجر الجيري مثل الهرم المنحني كدليل على أنه تم بناؤه في عجلة من أمره لإكمال المجمع. يبدو أن المبنى الشمالي الشرقي كان إضافة لاحقة، حيث لم يتم توصيل الجدران بالجدار المحيط.

### المعبد الجنائزي

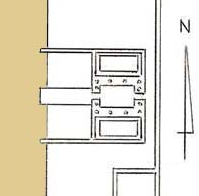
الهيكل الجنائزي للهرم الأحمر

تم تدمير المعبد الجنائزي إلى حد كبير ولم يتم الحفاظ عليه إلا في شكل بضعة أطلال بدائية. وهي ليست بعد حجم المعابد الجنائزية للأهرامات اللاحقة. في وسط المعبد كان هناك موقع قربان به باب زائف في الهيكل الداخلي. لوحة تذكارية كما هو الحال مع أهرامات سنفرو الأقدم لا يمكن اكتشافها هنا. كان هناك مصلى حجري على جانبي الفناء المفتوح. لم يعد من الممكن تحديد ما إذا كانت هذه المصليات عبارة عن مباني قائمة بذاتها أو تم دمجها مع الفناء والمعبد الداخلي لتشكيل مجمع بناء. تحتوي الأفنية الواقعة إلى الشمال والجنوب من المعبد على منخفضات دائرية، ربما كانت تستخدم في السابق كحفر نباتات أو لتقديم القرابين. كانت غرف المجلات في المنطقة الخارجية للمعبد مصنوعة من الطوب اللبن. يبدو أن المعبد الجنائزي لم يكتمل على عجل إلا بعد وفاة سنوفرو، وهو ما يدل عليه التغيير في مواد البناء من الحجر الجيري إلى الطوب الطيني.

### معبد الوادي
خلال العمل الزراعي في ربيع عام 1904، تم اكتشاف بقايا جدار سياج من الحجر الجيري بقياس 100 متر× 65 متر. في الزاوية الجنوبية الشرقية من الجدران كان هناك لوحة تذكارية مع مرسوم من الفرعون بيبي الأول لودفيج بورشاردت، الذي أمّن الشاهدة، وأمسك بهذا الاكتشاف للجدار المحيط بالمدينة الهرمية. يرى ستاديلمان أنه محيط لمعبد الوادي، حيث أن أسوار المدن الأهرامية (باستثناء الجيزة) كانت مصنوعة من الطوب اللبن. الجدار الذي تم العثور عليه بسمك 3.65 متر مربع مصنوع من الحجر الجيري الأصفر والواجهات البيضاء المنحدرة على كلا الجانبين يتوافق في تنفيذه مع العمارة المقدسة. ومع ذلك، لم يكن هناك مزيد من التحقيقات المنهجية ولا يمكن الآن الوصول إلى البقايا في الأراضي الزراعية.

## معرض الصور

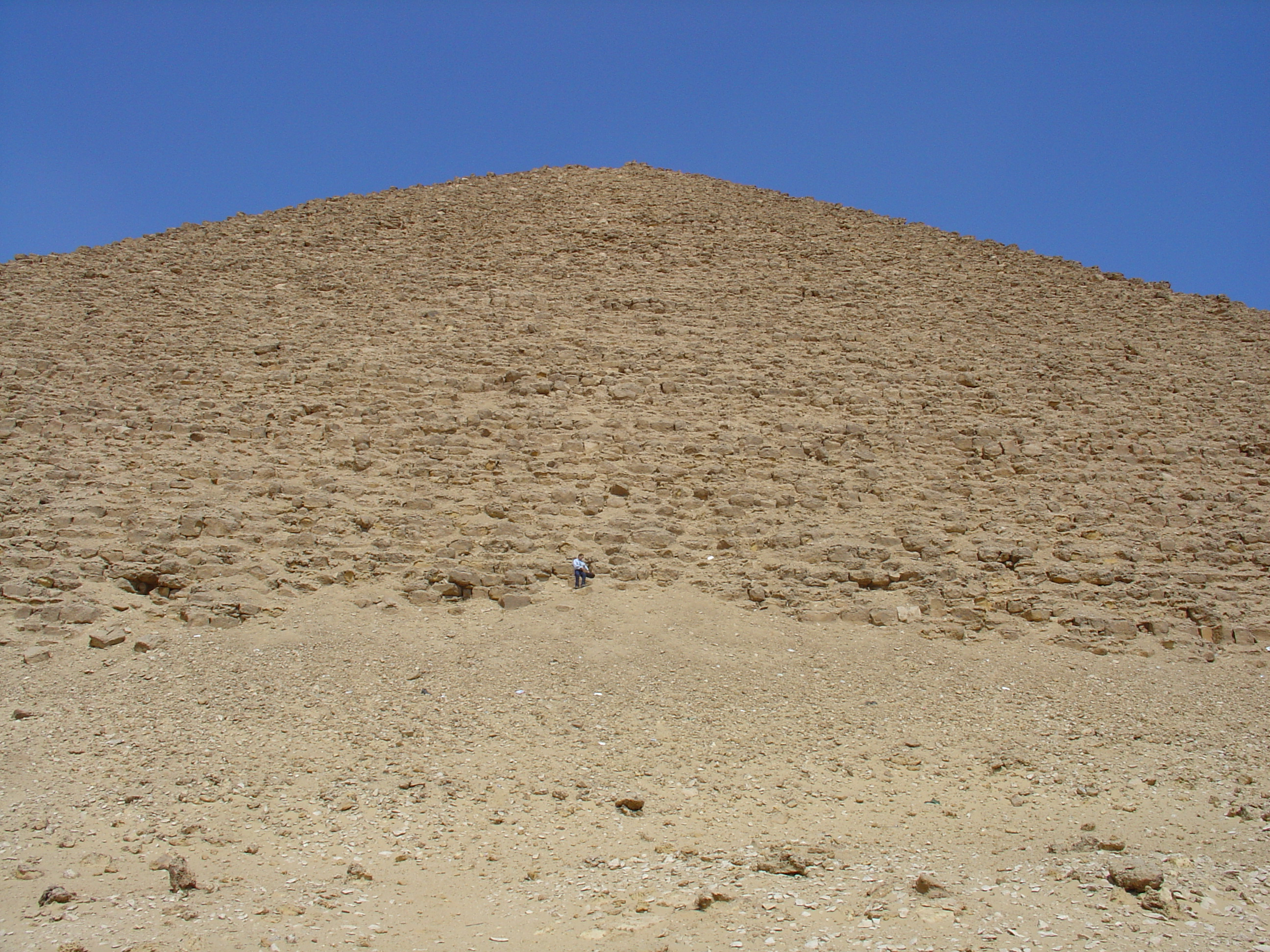
الهرم الأحمر في دهشور.في الصعيد
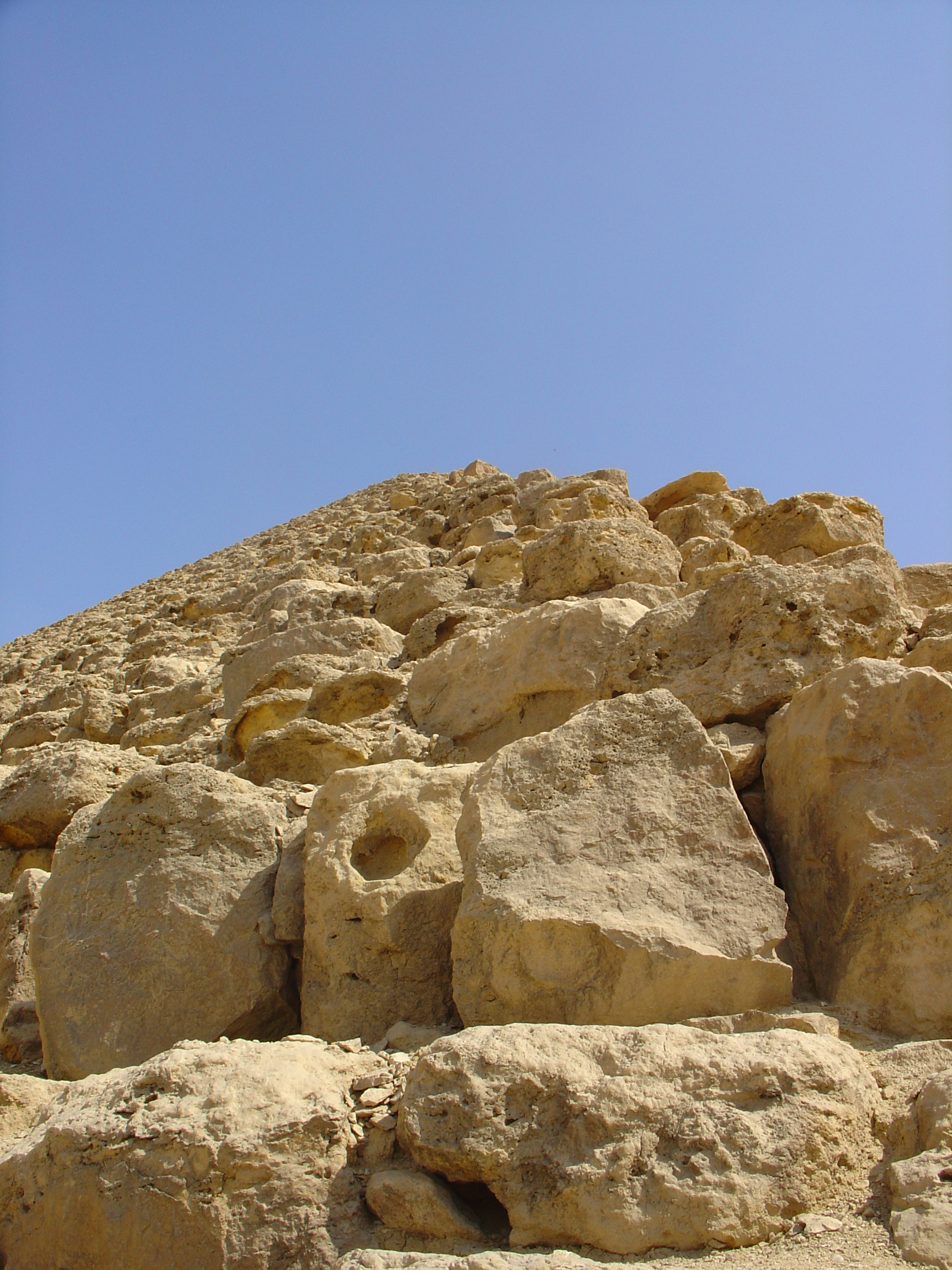
طوب من الهرم الأحمر.
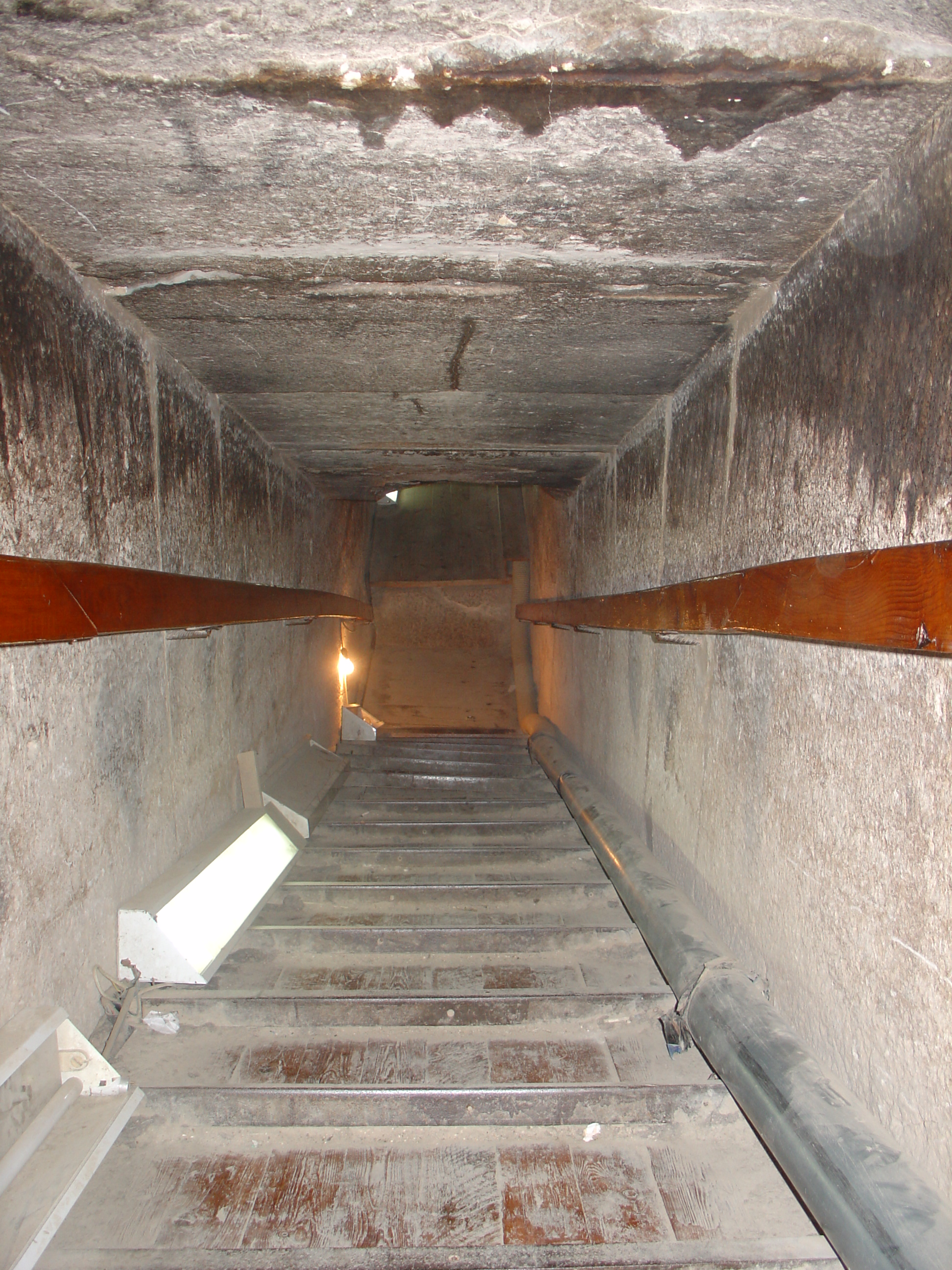
داخل هرم سنفرو الأحمر.
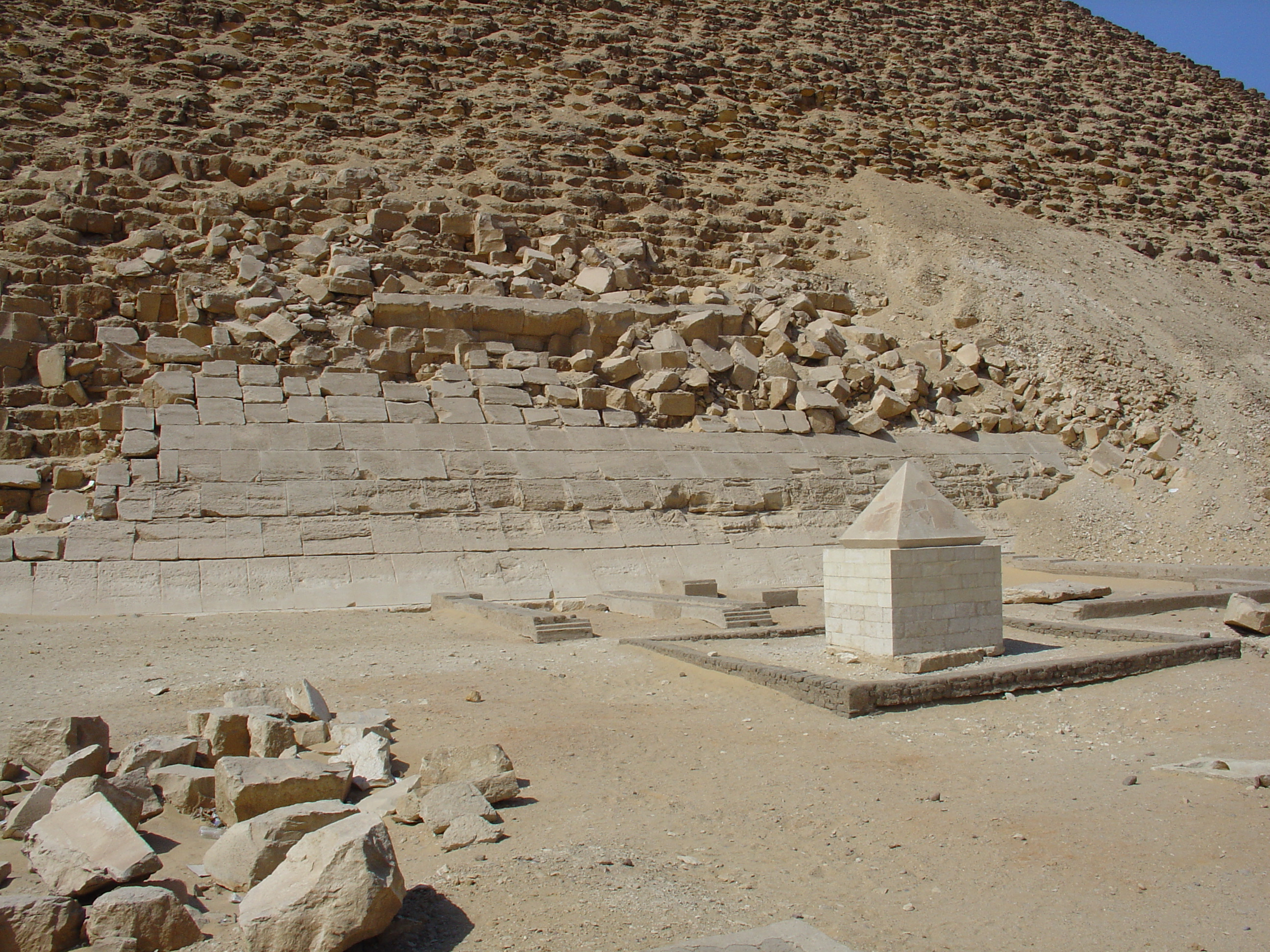
مشروع الترميم عند الهرم الأحمر.
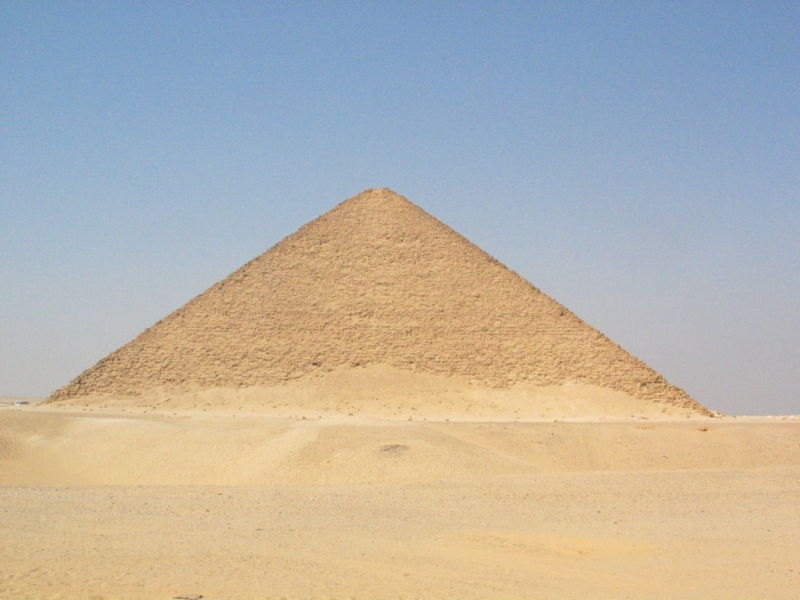
الوجه الجنوبي للهرم الأحمر.

## أعلام
- سنفرو

## طالع أيضًا
- سنفرو
- الهرم المائل
- أهرامات الجيزة
- دهشور
- هرم ميدوم